# Морозов Олексій Володимирович
Олексій Володимирович Морозов — український військовик, начальник Управління державної охорони України (з 21 червня 2024 року)

## Життєпис
У 1998 році закінчив розвідувальний факультет Київського інституту Сухопутних військ Збройних сил України.
У 2006 році закінчив Об'єднаний інститут воєнної розвідки Національної академії оборони України.
З 1991 по 2010 рік проходив військову службу на посадах рядового, сержантського та офіцерського складу в Збройних Силах України та у Головному управлінні розвідки МО України.
Брав участь у миротворчій місії ООН в Сьєрра-Леоне та в міжнародній миротворчій місії у Косово.
Після початку Російського вторгнення в Україну 2022 року, у березні добровільно мобілізувався у підрозділ до Головного управління розвідки Міністерства оборони України.
З 1 листопада 2022 року проходив військову службу в Службі безпеки Президента України УДО України.
21 червня 2024 року Указом Президента України призначений Начальником Управління державної охорони України.
24 червня Президент України представив нового очільника колективу Управління державної охорони,.
15 липня 2024 року уведений до персонального складу Ставки Верховного Головнокомандувача.